# Immortal
Immortal este o formație de black metal înființată în 1991 în Bergen, Norvegia de către Olve "Abbath Doom Occulta" Eikemo (vocal, chitară bas), Harald "Demonaz Doom Occulta" Nævdal (chitară, versuri) și Gerhard "Armagedda" Herfindal (baterie). Formația reprezintă o notă distinctă în scena black metal datorită absenței versurilor sataniste.
În peste 20 de ani de existență formația a lansat 8 albume de studio și un EP.

## Istoric

### Anii de început (1991–1995)
Membrii principali ai formației, Abbath Doom Occulta și Demonaz Doom Occulta, și-au început carierele muzicale în 1988 în cadrul unor formații de death metal: Abbath în Old Funeral, iar Demonaz în Amputation. În 1991 cei doi împreună cu Armagedda au înființat Immortal. Tot în 1991 li s-a alăturat Jørn Tunsberg. Inspirați de formații ca Morbid Angel sau Possessed, Immortal a lansat în iulie 1991 demo-ul Suffocate the Masses (sau doar Suffocate), singura înregistrare death metal din discografia formației; acest demo nu a avut de fapt nici un titlu, dar a ajuns să fie numit așa după prima melodie de pe el. E interesant de menționat faptul că desenul de pe coperta acestui demo a fost realizat de Dead de la Mayhem, titlul desenului fiind The Northern Upir's Death (upir e un tip de vampir din folclorul rus); ulterior acest titlu s-a transformat în The Northern Upins Death, iar în timp demo-ul a ajuns să fie cunoscut și sub acest nume. În cursul aceluiași an Jørn Tunsberg a părăsit formația.
Sub influența lui Euronymous, fapt recunoscut și de Abbath, chiar dacă într-un mod ușor voalat, Immortal și-a schimbat genul muzical în black metal. Inspirați acum de formații ca Bathory sau Celtic Frost, Immortal a lansat în octombrie 1991 EP-ul eponim Immortal; acest EP a ajuns să fie cunoscut sub numele Unholy Forces of Evil. Albumul a captat atenția casei de discuri franceze Osmose Productions cu care formația a semnat un contract. În iulie 1992 a avut loc lansarea albumului de debut Diabolical Fullmoon Mysticism; inițial era planificat ca albumul să fie numit Battles in the North. La scurt timp după lansare Armagedda a părăsit formația. În locul lui a venit Kolgrim care mai colaborase atât cu Abbath cât și cu Demonaz în cadrul formațiilor Old Funeral și Amputation (sub pseudonimul Padden). Într-un interviu din 1992 Kolgrim se referă la stilul muzical adoptat de Immortal ca holocaust metal. În 1993 Kolgrim a fost concediat de către Abbath și Demonaz din cauza faptului că era leneș.
În noiembrie 1993 a fost lansat cel de-al doilea album, Pure Holocaust. Cu toate că Grim apare ca baterist în broșura albumului, Abbath a fost cel care a cântat la baterie. Grim s-a alăturat formației la scurt timp după lansare și a participat la primul turneu european susținut de Immortal numit Fuck Christ Tour. Ulterior s-a organizat un nou turneu numit Sons of Northern Darkness Tour, acesta fiind primul în care Immortal a fost cap de afiș; la acest turneu a participat și formația suedeză Marduk, acesta fiind primul turneu european al lor. În 1994, după aceste două turnee, Grim a părăsit formația.
În mai 1995 a fost lansat cel de-al treilea album, Battles in the North. Tot în 1995 s-a alăturat formației Hellhammer de la Mayhem ca membru temporar. Acesta a apărut în videoclipul piesei Grim and Frostbitten Kingdoms și a participat la turneul pe care Immortal l-a susținut alături de cunoscuta formație Morbid Angel. În cursul aceluiași an Hellhammer a părăsit formația.

### Venirea lui Horgh (1996–1999)

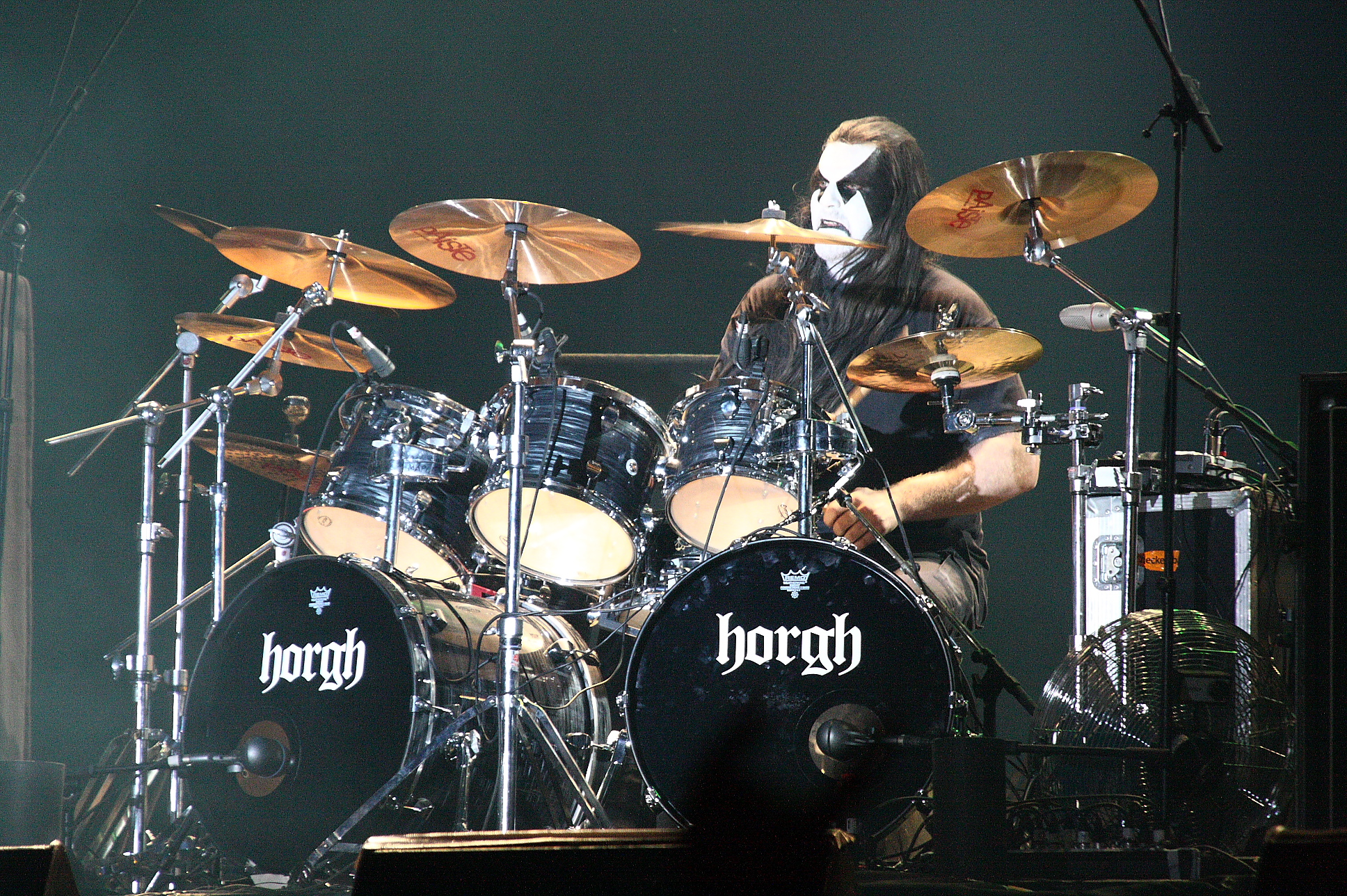
Horgh la MetalWay (2009)

În afară de cei doi membri de bază, Abbath și Demonaz, formația nu a avut o componență stabilă până în 1996, când li s-a alăturat bateristul Horgh. În această formulă Immortal a lansat în martie 1997 cel de-al patrulea album, Blizzard Beasts. Acest album avea să fie ultimul cu Demonaz la chitară deoarece în cursul aceluiași an acesta a fost diagnosticat cu tendinită, această afecțiune diminuându-i considerabil abilitatea de a cânta la chitară. În ciuda faptului că nu mai poate cânta live, Demonaz a rămas o piesă esențială în dinamica formației: scrie toate versurile, își aduce contribuția la compunerea melodiilor și participă inclusiv la turnee. În aceste condiții Abbath a trecut de la chitară bas la chitară, instrument la care cântă și în prezent (pe lângă faptul că e și solist vocal).
În 1998 s-a alăturat formației Ares ca membru temporar, acesta preluând chitara bas de la Abbath. În cursul aceluiași an, după ce a participat la câteva concerte, Ares a părăsit formația. Tot în 1998 Immortal a contribuit la tributul adus lui Darkthrone sub forma compilației Darkthrone Holy Darkthrone cu un cover după melodia To Walk The Infernal Fields. În februarie 1999 a fost lansat cel de-al cincilea album, At the Heart of Winter. Albumul marchează o schimbare a stilului muzical, elementele thrash metal fiind evidente; această tendință de fuziune între black și thrash va fi prezentă și pe următoarele albume. Cu ocazia lansării acestui album Immortal și-a dezvăluit noul logo (cel folosit și în prezent), iar pentru prima dată pe copertă nu mai apar membrii formației, ci un peisaj glaciar dominat de un castel. Tot în 1999 s-a alăturat formației Iscariah, inițial ca membru temporar apoi ca membru permanent.

### Cu Nuclear Blast (2000–2003)
În 2000 Immortal, alături de Satyricon care era cap de afiș, a susținut primele concerte în Statele Unite. În aprilie 2000 a fost lansat cel de-al șaselea album, Damned in Black. În noiembrie 2000 Immortal a întrerupt colaborarea cu Osmose Productions și a semnat un contract cu Nuclear Blast. În același an Immortal a contribuit la tributul adus lui Mayhem sub forma compilației Originators of the Northern Darkness - A Tribute to Mayhem cu un cover după melodia From The Dark Past.
În februarie 2002 a fost lansat cel de-al șaptelea album, Sons of Northern Darkness. La scurt timp după lansare Iscariah a părăsit formația. În locul lui a venit Saroth ca membru temporar. În 2003 membrii Immortal au stabilit de comun acord să desființeze formația.

### După reunire (2006–prezent)

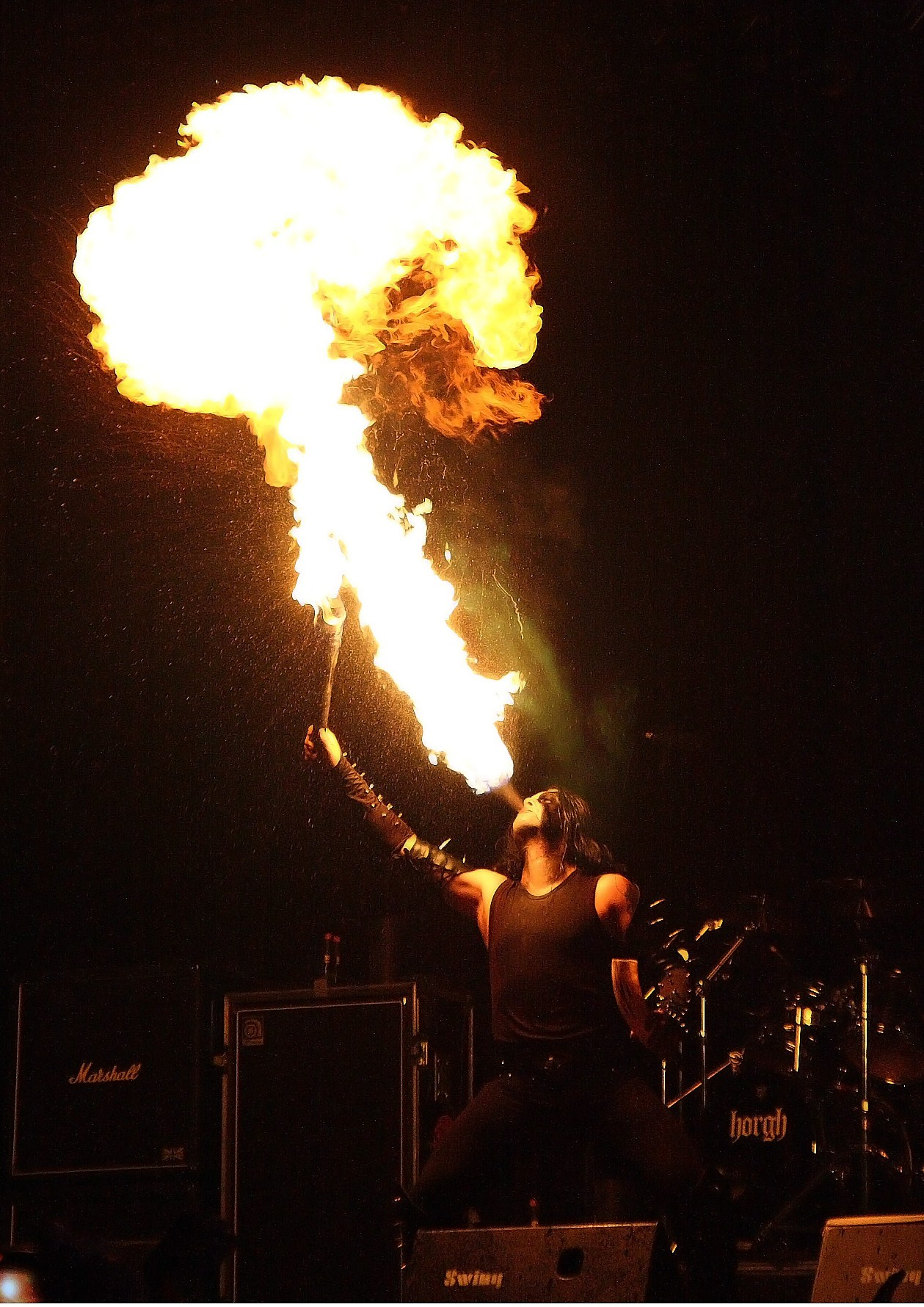
Abbath la MetalWay (2009)

În 2006 Immortal s-a reunit în componența clasică, adică Abbath, Demonaz și Horgh, iar în locul lui Saroth a venit Apollyon de la Aura Noir. Referitor la acest subiect, Abbath a declarat:
"Ne vom întoarce mai puternici decât niciodată. M-am întâlnit recent cu Horgh pentru prima dată în mai bine de un an. Și-a construit noua casă aici, chiar după colț. În următoarele zile vom începe să repetăm vechile melodii de pe Blizzard Beasts. Deja mă incită ideea."
În noiembrie 2006 a avut loc lansarea albumului de debut Between Two Worlds a formației I, formație înființată în 2005 de Abbath împreună cu Demonaz, Armagedda, King ov Hell (de la Gorgoroth) și Ice Dale (de la Enslaved). În cursul anului 2007 Immortal a fost cap de afiș în cadrul câtorva festivaluri: Inferno din Norvegia, Hellfest din Franța, Tuska Open Air din Finlanda, Metalcamp din Slovenia și Wacken Open Air din Germania. În 2008 Immortal a susținut primele concerte în Australia și Noua Zeelandă în cadrul turneului Blashyrkh in Oz Tour.
În septembrie 2009 a fost lansat cel de-al optulea album, All Shall Fall. Albumul a fost nominalizat la premiul Spellemannprisen (cel mai important premiu muzical din Norvegia) la categoria "Cel Mai Bun Album Metal", dar formația a respins nominalizarea. În cursul anului 2010, pentru a-și promova noul album, Immortal a concertat intensiv: în martie și aprilie în Statele Unite și Canada în cadrul turneului Blashyrkh in North America Tour, pe parcusul verii în cadrul unor festivaluri, iar în octombrie în Rusia. În aprilie 2011 a avut loc lansarea albumului de debut March of the Norse a formației Demonaz, formație înființată în 2007 de Demonaz împreună cu Armagedda și Ice Dale. În august 2011 Immortal a participat la ultima ediție a festivalului Hole in the Sky.

## Trivia
Blashyrkh, tema predominantă a versurilor formației, este un concept care reprezintă un tărâm imaginar, permanent acoperit de zăpadă și gheață, peste care guvernează un corb numit Mighty Ravendark. Acest concept nu se limitează doar la versuri, simbolistica Blashyrkh fiind prezentă și în coperțile albumelor, videoclipurile realizate și, în general, în tot ceea ce este legat de imaginea formației. Întrebat despre acest subiect, Demonaz a declarat:
"Ne inspiram din mediul înconjurător, mai exact natura și vremea. ... Immortal trebuia să-și creeze propria identitate, propria lume. ... Mă plimbam [prin munți] și îmi veneau toate aceste idei pe care ulterior le potriveam cu muzica."

## Discografie

### Albume de studio
- Diabolical Fullmoon Mysticism (1992)
- Pure Holocaust (1993)
- Battles in the North (1995)
- Blizzard Beasts (1997)
- At the Heart of Winter (1999)
- Damned in Black (2000)
- Sons of Northern Darkness (2002)
- All Shall Fall (2009)
- Northern Chaos Gods (2018)

### EP-uri
- Immortal (1991)

### Demo-uri
- Suffocate the Masses (1991)

## Video
- Masters of Nebulah Frost (1995)
- Live at BB Kings Club New York 2003 (2005)
- The Seventh Date of Blashyrkh (2010)

membrii Immortal au apărut în câteva documentare
- Det Svarte Alvor (1994)
- Until The Light Takes Us (2008)
- Black Metal: The Music Of Satan (2010)

### Videoclipuri
- The Call of the Wintermoon (1992)
- Unsilent Storms in the North Abyss (1993)
- Grim and Frostbitten Kingdoms (1995)
- Blashyrkh (Mighty Ravendark) (1995)
- One by One (2002)
- All Shall Fall (2009)

## Membrii formației

### Membri actuali
- Abbath Doom Occulta (Olve Eikemo) - vocal (1991 - 2003, 2006 - prezent), chitară (1997 - 2003, 2006 - prezent), chitară bas (1991 - 1998), baterie (1993 - 1995)
- Demonaz Doom Occulta (Harald Nævdal) - chitară (1991 - 1997), versuri (1991 - 2003, 2006 - prezent)
- Horgh (Reidar Horghagen) - baterie (1996 - 2003, 2006 - prezent)
- Apollyon (Ole Moe) - chitară bas (2006 - prezent)

### Foști membri
- Armagedda (Gerhard Herfindal) - baterie (1991 - 1992)
- Jørn Tunsberg - chitară (1991)
- Iscariah (Stian Smørholm) - chitară bas (1999 - 2002)

membri temporari pentru concerte
- Kolgrim (Jan Åserød) - baterie (1992 - 1993)
- Grim (Erik Brødreskift) - baterie (1993 - 1994)
- Hellhammer (Jan Axel Blomberg) - baterie (1995)
- Ares (Ronny Hovland) - chitară bas (1998)
- Saroth (Yngve Liljebäck) - chitară bas (2002 - 2003)